# Wladislaw Alexejewitsch Schut

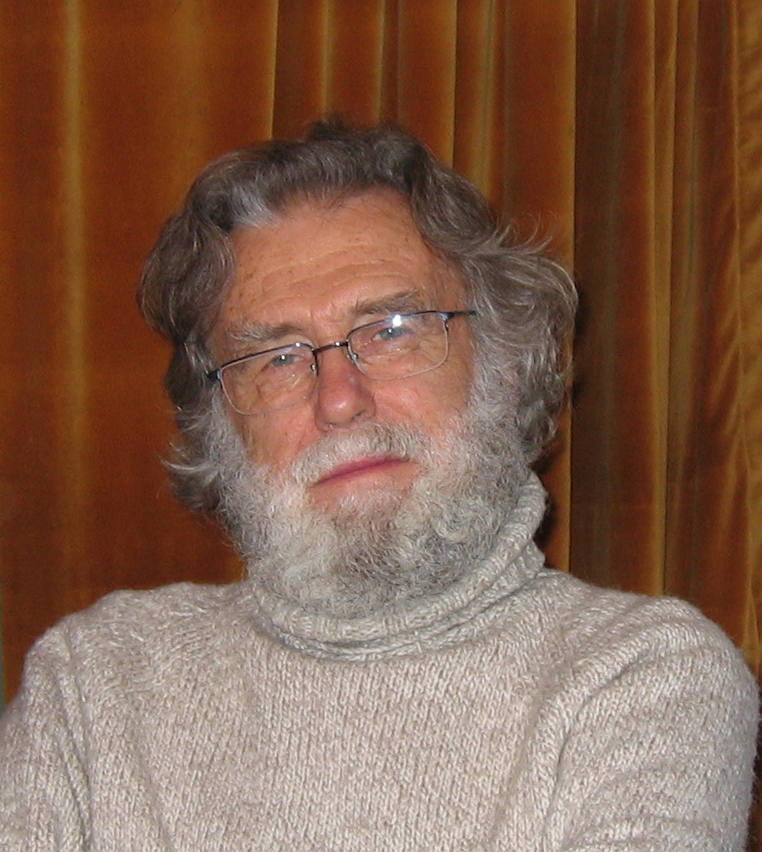
Wladislaw Schut im Jahre 2008

Wladislaw Alexejewitsch Schut (russisch Владислав Алексеевич Шуть; wiss. Transliteration Vladislav Alekseevich Shut', Schreibweise auch Vladislav Shoot; * 3. März 1941 in Wosnessensk, Sowjetunion; † 9. März 2022 in Totnes) war ein britisch-russischer Komponist.

## Leben
Schut studierte am Gnessin-Institut Moskau Komposition bei Nikolai Peiko, wo er 1967 seinen Abschluss ablegte. Zwischen 1967 und 1983 arbeitete er als Lektor bei der sowjetischen Musikzeitschrift „Sowjetski Kompositor“, ehe er sich auf seine Tätigkeit als freischaffender Komponist konzentrierte. In dieser Zeit machte er sich vor allem durch Filmmusiken einen Namen. Obwohl er sich massiven Drucks und sogar Aufführungsverboten ausgesetzt sah, engagierte sich Schut seit den 70er Jahren für sowjetische Avantgardemusik. Nach dem Fall des Eisernen Vorhangs gründete Schut 1990 zusammen mit einer Gruppe Moskauer Komponisten, darunter auch Edisson Denissow, Jelena Firsowa, Nikolai Korndorf und Dmitri Smirnow, die Gesellschaft für Zeitgenössische Musik ASM (Assozijazija sowremennoi musyki). 1992 nahm er ein Angebot an, in Dartington Hall für drei Jahre als Composer in Residence tätig zu werden, und verblieb auch nach Ablaufen dieses Programms in England.
Auch Schuts Kinder sind musikalisch tätig: Sein Sohn Eli wirkt ebenfalls als Komponist, seine Tochter Niki als Pianistin.

## Musik
Schut gilt als Vertreter der „reinen“ Musik: Er baut seine Werke nicht auf außermusikalische Inhalte wie Texte oder Kunstwerke auf, sondern geht stets von einem Klang als Grundidee aus. Dabei bedient er sich verschiedener Elemente wie Aleatorik, serieller Musik, Zwölftontechnik oder stilistischer Zitate und Andeutungen, am deutlichsten lässt sich jedoch der Einfluss Alban Bergs in seiner Musik ausmachen. Schut sagt selbst zu seiner Musik:

„Ich liebe eine Musik, in der es neben aller Schönheit und Vollkommenheit eine Art irrationale Tür, ein ‚schwarzes Loch’, einen Ort des Chaos und der Trauer gibt. Je weniger dieses Loch bisweilen von sich preisgibt, desto besser, aber vorhanden sein muss es.“

Bei der Orchestration bevorzugte Schut meist kleinere Ensembles, die er wiederum oft in Gruppen unterteilte und verschiedene, sich überlappende Klangteppiche erzeugen ließ. Dabei ließ er den Interpreten innerhalb der aleatorischen Grenzen immer einen gewissen Freiraum.
Schuts Musik wurde bei verschiedenen Festivals weltweit aufgeführt, so zum Beispiel beim „Moskauer Herbst“, dem „Almeida-Festival“ (London), dem Schleswig-Holstein Musik Festival, bei Wien Modern, den „Présences“ (Paris) und der „Ars Musica“ (Brüssel). Auch in anderen europäischen Ländern, den USA oder Korea fanden seine Werke Anklang. Daneben komponierte er mehrere Auftragswerke, unter anderem für das BBC Symphony Orchestra (High-Cross Symphony, 1998), das Philharmonia Orchestra, für Radio France sowie für verschiedene Festivals, Organisationen und Ensembles. Rundfunkanstalten in Berlin, Budapest, Köln, London, Moskau und Paris nahmen seine Werke auf.
Schut ließ seine Werke vom Musikverlag M. P. Belaieff aus Mainz verlegen, einzelne Werke werden auch von Boosey & Hawkes und Sikorski Musikverlage verlegt.

## Werke (Auswahl)

### Orchesterwerke
- Sinfonia da Camera Nr. 3 für Flöte, Oboe und 2 Ensembles (Percussion und Streicher), 1978
- Romantic Messages für Flöte, Fagott, präpariertes Klavier und Streichorchester, 1979
- Largo Sinfonia für Orgel und kleines Orchester (15 Spieler), 1981
- Warum?  für kleines Orchester (15 Spieler), 1986
- Ex Animo für Sinfonieorchester, 1988
- Sinfonia da Camera No. 4 für Tam-Tam und Streicher, 1992
- Sinfonia da Camera No. 5 für kleines Orchester (16 Spieler), 1992
- Serenade für Streichorchester, 1995
- Divertimento für Blockflöte, Vibraphon und Streichorchester, 1997
- High-Cross Symphony für Sinfonieorchester, 1998
- Sinfonia da Camera No. 6 für Streichorchester und Percussion, 2005

### Kammermusik
- Sonata-fantasia für Violine und Klavier, 1969, revidiert 2001
- Cuckoo's Rhymes (20 Miniaturen für Kinder), für Violine und Klavier, 1969, revidiert 1999
- Sonate für Cello, 1970, revidiert 1999
- Youth Album, für Violine und Klavier, 1971, revidiert 1999
- Sinfonia da Camera No. 1 für 4 Celli, Kontrabass und Pauke, 1973
- Sinfonia da Camera No. 2 für Flöte, Oboe, Klarinette, Saxophon, Fagott, Bratsche, Cello und Kontrabass, 1975
- Five Easy Pieces für Waldhorn und Klavier, 1976, revidiert 2001
- Sonata Breve für Flöte, 1977
- Trio für Fagott, Cello und Percussion, 1978
- Solo per Fagotto für Fagott, 1978
- Metamorphosis für Saxophon, Harfe, Kontrabass und Percussion, 1979
- Trio für 2 Klarinetten und Bass-Klarinette, 1982
- Parable für Percussion (6 Spieler), 1983
- Espressivo für Flöte, Oboe, Violine, Cello und Klavier, 1984
- Epitaph, für Waldhorn, 2 Trompeten, Posaune und Tuba, 1984
- Mini-partita für Bratsche und Klavier, 1987
- Four Versions für Fagott und Streichquartett, 1990 (auch eingerichtet für Fagott, Violine, Bratsche und Cello, 1996)
- Offering für Violine, Cello und Klavier, 1991
- Serenade für Streichquartett, 1994
- Pantomime für Flöte und Cembalo, 1995
- Con Passione, für Streichquartett und Klavier, 1995
- Amoroso, für Klarinette und Streichquartett, 1996
- Chaconne für Bajan, 1999
- Pastorale für Flöte, Klarinette, Oboe, Fagott und Klavier, 2002
- Eternal Rest, für Percussion (3 Spieler), 2002
- Suite für Streichorchester, 2003
- Three Encounters with Shostakovich für Klarinette, Horn, Streichquartett, Klavier und Percussion, 2006

### Choräle
- She came and went (Text von James Russell Lowell) für gemischten Chor, 2001 (auch in einer Fassung für gemischten Chor, Sopran und Blockflöte, 2001)
- Two Holy Sonnets (Text von John Donne) für gemischten Chor, 2003

### Vokalwerke
- Two songs of Robert Burns (übersetzt von Samuil Marschak) für Mezzosopran und Klavier, 1964, revidiert 2002
- Six Poems by Sergei Gorodetsky für hohe Stimme und Klavier, 1970
- Gleam of Light (Text von Boris Pasternak) für mittelhohe Stimme und Klavier, 1988
- Vorgefühl (Text von Rainer Maria Rilke) für hohe Stimme, 2 Klarinetten, Bratsche, Cello und Kontrabass, 1993
- Four Songs on Words by P.B. Shelley für Sopran und Streichquartett, 1994
- Three Songs on Words by Ossip Mandelstam  für hohe Stimme, Flöte, Klarinette und Streichquartett, 1994
- Day and Night (Text von Fjodor Tjuttschew) für hohe Stimme, Blockflöte und Streichquartett, 2000
- The Miller's Daughter (Text eines englischen Volksliedes) für Sopran, Klarinette und Percussion, 2001

### Klavier
- Silhouettes, 1973
- Sonatina, 1974, revidiert 2002
- Children's Album, 1975, revidiert 1995

### Orgel
- Confession, 1993, revidiert 2000

## Filmmusiken
- Privet s fronta (1983) (TV) Привет с фронта "Brief von der Front"
- Tayna zemli (1985) Тайна земли "Das Geheimnis der Erde"
- Karusel na bazarnoy ploshchadi (1986) Карусель на базарной площади "Karussell auf dem Basarplatz"
- Pro lyubov, druzhbu i sud'bu (1987) Про любовь, дружбу и судьбу "Von Liebe, Freundschaft und Schicksal"
- Amulanga (1987)
- Korabl (1988) Корабль "Das Schiff"
- Mest (1989) Месть "Rache", (Internationaler/englischer Titel: „The red flute“)
- 1991: Der Zarenmörder (Zareubijza, The Assassin of the Tsar)
- Karyer (1990) Карьер "Sandkasten"
- Garem Stepana Guslyakova (1990) Гарем Степана Гуслякова "Stepan Ghusliakov's Harem"
- Tsareubiytsa (1991) Цареубийца "Der Attentäter des Zaren"
- Lyuk (1991) Люк "Die Luke"
- Serebryannye Lozhki (1991) Серебряные Ложки "Silberne Löffel"
- Sumashedshaya Liubov (1992) Сумасшедшая Любовь "Verrückte Liebe"

## Diskographie
- Romantic Messages. Valeri Popow, Fagott; Valeri Polyanski/Moscow Conservatory Orchestra (Melodiya, 1980) (LP)
- Four Versions. Valeri Popow, Fagott; Vladimir Ponkin/Moscow Contemporary Music Ensemble (Mezhdunarodnaya Kniga: MK 417036, 1991)
- Warum? Alexey Winogradow/Moscow Contemporary Music Ensemble (Olympia: OCD 283, 1991)
- Trio. Valeri Popow, Fagott; Natalia Sawinowa, Cello; Alexander Suworow, Percussion (Olympia: OCD 297, 1993)
- Three Songs on Words by Osip Mandelstam. Katia Kichigina, Sopran; Oxalys Ensemble (Explicit! Records: E! 99004, 2000)
- Ex Animo; Sinfonia da Camera No. 5; High-Cross Symphony. Vladimir Ponkin/Rachmaninov Symphony Orchestra (Sojuz: CD0001, 2003)
- Four Songs on Words by P.B. Shelley. Jelena Wassiliewa, Sopran; Quatuor Sine Nomine (Claves: CD 50-2303, 2003)
- Miniature Partita. Filip Davidse, Saxophon; Naomi Tamura, Klavier in "The Soviet Saxophone" (Opus 35: OP3501, 2008)

## Bibliographie
- Valentina Kholopova: Secrets of the Moscow Composition School in Vladislav Shoot’s "Pure Music" in: «Ex oriente…III»: Eight Composers from the former USSR, herausgegeben von Valeria Tsenova (studia slavica musicologica, vol. 31) (Berlin: Ernst Kuhn, 1997), ISBN 3-928864-92-0
- Marina Lobanova: Musical Style and Genre. History and Modernity (Amsterdam: Harwood Academic Publishers, 2000), ISBN 90-5755-067-9, Seiten 167–9.
- Gerard McBurney: Shoot [Shut′], Vladislav Alekseyevich. In: Grove Music Online (englisch; Abonnement erforderlich).